# Little Reedness
Little Reedness – osada w Anglii, w hrabstwie East Riding of Yorkshire. Leży 31 km na zachód od miasta Hull i 247 km na północ od Londynu.